# العلاقات السورينامية الفنزويلية
العلاقات السورينامية الفنزويلية هي العلاقات الثنائية التي تجمع بين سورينام وفنزويلا.

## مقارنة بين البلدين
هذه مقارنة عامة ومرجعية للدولتين:
| وجه المقارنة                                              | سورينام                        | فنزويلا                                  |
| --------------------------------------------------------- | ------------------------------ | ---------------------------------------- |
| المساحة (كم2)                                             | 163.27 ألف                     | 916.45 ألف                               |
| عدد السكان (نسمة)                                         | 563.40 ألف                     | 28.87 مليون                              |
| الكثافة السكانية (ن./كم²)                                 | 3.45                           | 31.5                                     |
| العاصمة                                                   | باراماريبو                     | كاراكاس                                  |
| اللغة الرسمية                                             | اللغة الهولندية                | اللغة الإسبانية، لغة الإشارة الفنزويلية ‏ |
| العملة                                                    | دولار سورينامي، غيلدر سورينامي | بوليفار فنزويلي                          |
| الناتج المحلي الإجمالي (بليون دولار)                      | 3.32 مليار                     | 482.36 مليار                             |
| الناتج المحلي الإجمالي (تعادل القوة الشرائية) بليون دولار | 9.07 مليار                     |                                          |
| الناتج المحلي الإجمالي الاسمي للفرد دولار أمريكي          | 9.48 ألف                       |                                          |
| الناتج المحلي الإجمالي للفرد دولار أمريكي                 | 16.64 ألف                      |                                          |
| مؤشر التنمية البشرية                                      | 0.714                          | 0.762                                    |
| رمز المكالمات الدولي                                      | +597                           | +58                                      |
| رمز الإنترنت                                              | .sr                            | .ve                                      |
| المنطقة الزمنية                                           | 00                             | 00                                       |

## منظمات دولية مشتركة
يشترك البلدان في عضوية مجموعة من المنظمات الدولية، منها:
| علم المنظمة | اسم المنظمة                                                          | تاريخ انضمام سورينام | تاريخ انضمام فنزويلا |
| ----------- | -------------------------------------------------------------------- | -------------------- | -------------------- |
|             | اتحاد دول أمريكا الجنوبية                                            | ?                    | ?                    |
|             | يونسكو                                                               | 16 يوليو 1976        | 25 نوفمبر 1946       |
|             | وكالة ضمان الاستثمار متعدد الأطراف                                   | 2 يوليو 2003         | 9 مايو 1994          |
|             | الأمم المتحدة                                                        | 4 ديسمبر 1975        | 15 نوفمبر 1945       |
|             | وكالة حظر الأسلحة النووية في أمريكا اللاتينية ومنطقة البحر الكاريبي ‏ | ?                    | ?                    |
|             | الاتحاد البريدي العالمي                                              | ?                    | ?                    |
|             | البنك الدولي للإنشاء والتعمير                                        | 27 يونيو 1978        | 30 ديسمبر 1946       |
|             | المنظمة الهيدروغرافية الدولية                                        | ?                    | ?                    |
|             | بنك التنمية الكاريبي ‏                                                | ?                    | ?                    |
|             | الاتحاد الدولي للاتصالات                                             | 15 يوليو 1976        | 13 أغسطس 1920        |
|             | منظمة حظر الأسلحة الكيميائية                                         | ?                    | ?                    |
|             | مؤسسة التمويل الدولية                                                | 1 سبتمبر 2011        | 28 ديسمبر 1956       |
|             | منظمة التجارة العالمية                                               | ?                    | ?                    |
|             | منظمة الشرطة الجنائية الدولية                                        | ?                    | ?                    |

## وصلات خارجية
- موقع وزارة الخارجية السورينامية
- موقع وزارة الخارجية الفنزويلية